# روبرتو إسبينوزا
روبرتو إسبينوزا (بالإسبانية: Roberto Espinosa)‏ هو لاعب كرة قدم وموسيقي إسباني، ولد في 1959.

## وصلات خارجية
- روبرتو إسبينوزا على موقع ناشيونال فوتبول تيمز (الإنجليزية)
- روبرتو إسبينوزا على موقع أوليمبيديا (الإنجليزية)